# Minister uden portefølje
Minister uden portefølje er en minister, der ikke er leder for sit eget fagministerium. Ministre uden portefølje varetager ofte særlige, tidsbegrænsede opgaver. Eksempelvis fungerede Bertel Haarder som Europaminister uden portefølje under Danmarks EU-formandskab i andet halvår 2002.
Undertiden udnævnes ministre uden porteføljer også for at tilgodese eventuelle støttepartiers ønsker til regeringens sammensætning. Kontrolministrene under første og anden verdenskrig havde alle titel af Minister uden Portefeuille. 
Alle menige færøske ministre frem til 1959 var uden portefølje.